# Austroagalloides brunnea
Austroagalloides brunnea är en insektsart som beskrevs av Evans 1935. Austroagalloides brunnea ingår i släktet Austroagalloides och familjen dvärgstritar. Inga underarter finns listade i Catalogue of Life.